# Qax
Qax (azeră Qax) este un oraș din Azerbaidjan.